# Ikosipodoides seychellensis
Ikosipodoides seychellensis är en ringmaskart som beskrevs av Westheide 2000. Ikosipodoides seychellensis ingår i släktet Ikosipodoides och familjen Dorvilleidae. Inga underarter finns listade i Catalogue of Life.